# Quận Merrimack, New Hampshire
Quận Merrimack là một quận trong tiểu bang New Hampshire, Hoa Kỳ. Quận lỵ đóng ở , New Hampshire6. Theo điều tra dân số năm 2000 của Cục điều tra dân số Hoa Kỳ, quận có dân số người.2

## Địa lý
Theo Cục điều tra dân số Hoa Kỳ, quận có diện tích kilômét vuông, trong đó có km2 là diện tích mặt nước.